# IC 3733
IC 3733 је појединачна звијезда у сазвјежђу Дјевица која се налази на листи објеката дубоког неба у Индекс каталогу.
Деклинација објекта је + 6° 57' 28" а ректасцензија 12h 45m 16,7s.